# Fonologia della lingua copta

## Fonemi

### Consonanti
|           | Labiali | Labiali | Bilabiali | Bilabiali | Dentali | Dentali | Alveolari | Alveolari | Palatali | Palatali | Prepalatali | Prepalatali | Gutturali/ Velari | Gutturali/ Velari | Laringali | Laringali |
| Sorde     | Sonore  | Sorde   | Sonore    | Sorde     | Sonore  | Sorde   | Sonore    | Sorde     | Sonore   | Sorde    | Sonore      | Sorde       | Sonore            | Sorde             | Sonore    |           |
| --------- | ------- | ------- | --------- | --------- | ------- | ------- | --------- | --------- | -------- | -------- | ----------- | ----------- | ----------------- | ----------------- | --------- | --------- |
| Nasali    |         | m       |           |           | n       |         |           |           |          |          |             |             |                   |                   |           |           |
| Occlusive | p pʰ    | b       |           |           | tʰ t    | d dʰ    |           |           |          |          |             |             | k kʰ kʲ           | ɡ                 |           |           |
| Affricate |         |         |           |           | t̪͡s̪      |         |           |           |          |          | t͡ʃ          |             |                   |                   |           |           |
| Fricative |         |         | f         | β         |         |         | s         | z         | ʃ        |          |             |             | x                 | ɣ                 | h         |           |
| Vibranti  |         |         |           |           |         | r       |           |           |          |          |             |             |                   |                   |           |           |
| Laterali  |         |         |           |           |         | r       |           | l         |          |          |             |             |                   |                   |           | [ 1 ]     |

### Vocali
|            | Anteriori | Centrali | Posteriori |
| ---------- | --------- | -------- | ---------- |
| Alte       | i         |          | u          |
| Medio-alte | e eː      |          | o oː       |
| Basse      |           | a        | [ 2 ]      |